# 中西徹
中西 徹（なかにし とおる、1958年8月1日 - ）は、日本の経済学者。専門分野は、開発経済学・慣習経済論・地域研究（フィリピン）。特にフィリピン都市貧困地区の諸問題に関する著作が多い。学位は、経済学博士（東京大学）。東京大学大学院総合文化研究科・教養学部教授。
国際大学国際関係学研究科助手、北海道大学経済学部助教授、東京大学経済学部助教授、東京大学教養学部助教授を経て現職。東京都生まれ。

## 略歴
- 1979年 東京都立石神井高等学校卒業
- 1982年 上智大学経済学部卒業（兼光秀郎ゼミナール）
- 1985年 アテネオ・デ・マニラ大学客員研究員（～1986年）
- 1989年 東京大学大学院経済学研究科博士課程修了（高橋彰ゼミナール）、経済学博士
- 1989年 国際大学大学院国際関係学研究科講師
- 1991年 北海道大学経済学部助教授
- 1996年 東京大学経済学部助教授
- 2000年 東京大学教養学部助教授
- 2001年 東京大学大学院総合文化研究科・教養学部教授（経済学研究科兼担）
- 2007年 東京大学教養学部総合社会科学科長

## 受賞歴
- 1992年 発展途上国研究奨励賞（アジア経済研究所）。
- 1993年 各務記念財団優秀図書賞（東京海上各務記念財団）

## 人物
スラム経済の研究で著名であり、今でこそスラム研究は盛んになりつつあるが、国内で初めて参与観察法によって発展途上地域のスラムに立ち入り、現地の経済活動を分析した人物である。その成果は博士論文をもとにした『スラムの経済学』（東京大学出版会、1991年）に表された。
上智大学時代には兼光秀郎教授のもとでミクロ経済学を学修し、その後、東京大学大学院ではフィリピン経済・低開発経済論研究者であった高橋彰教授（故人、元アジア経済研究所理事）に師事して発展経済学やフィリピンの農村経済、都市労働市場、金融などを学ぶ。
特に、ルイス＝ラニス＝フェイモデルに代表される二重経済論や発展途上国の労働市場を説明する農工間資源移転モデルに詳しい。しかし、経済学の論理実証主義の立場に懐疑的な立場をとり、現地への直接的接近から低開発経済の要因を探求するため、フィールドワークを実施。その後は、スラム経済に代表される慣習経済や貧困問題に関心を移し始めた。国際大学、北海道大学で勤務したのち、1996年に高橋彰が東京大学を退官の際、後継として東京大学経済学部助教授に就任。その後、同大学教養学部に異動した。

## 専門
経済理論の実体的な理解とその批判に立って描かれた『スラムの経済学』以来、フィールドワークを用いた現地調査、統計データの解析、さらには数理社会学や経営学における社会ネットワーク分析論など多様なアプローチを活用して、経済発展・貧困緩和過程における慣習経済の広がりを労働市場、姻族関係や農工間人口移動などを手がかりに研究している。近年は経済学から社会学や社会人類学をも包含する広がる学際的な研究を行っており、開発経済学と地域研究の止揚を目指した研究に取り組んでいる。

## 主な著書・編著書
- 「銀行金利引き上げ措置と都市伝統部門」，伊藤和久・高坂章・田近栄治編『経済発展と財政金融』，アジア経済研究所，1985年
- 「フィリピンにおける都市非公式部門 (I)」，『アジア経済』第29巻第1号，アジア経済研究所，1988年
- 「フィリピンにおける都市非公式部門 (II)」，『アジア経済』第29巻第2号，アジア経済研究所，1988年
- 「フィリピンにおける農村都市間人口移動と都市インフォーマル部門の形成」『アジア研究』第35巻第4号，1989年
- 「『暗黙の契約』と都市インフォーマル部門の経済理論」『社会科学ジャーナル』第28巻第2号、国際基督教大学、1990年
- “The Labour Market in the Urban Informal Sector: The Case of the Philippines”，The Developing Economies, Vol.28, No.3，Institute of Developing Economies, 1990.
- 『スラムの経済学』，東京大学出版会，1991年
- 「東北タイにおける農村電化事業,小規模灌漑計画：「貧困の視点」から」（弦間正彦・絵所秀紀と共著）『世界経営協議会会報』第68巻，1992年
- 「東南アジアにおける農村都市間人口移動と都市化」中兼和津次編『講座：現代アジア：近代化と構造変動』 東京大学出版会, 1994年
- 「フィリピンにおける都市インフォーマル部門の変容」『経済学論集』第61巻第6号，1995年
- 「日本のプロジェクト援助・フィリピンの三事例：開発援助とミクロ経済学」『アジ研ワールド・トレンド』第2巻第4号，1996年
- 「コミュニティの機能と経済発展：フィリピンと他のアジア諸国の親族制度比較の観点から」『世界経済評論』第40巻第11号，1996年
- “Comparative Study on Informal Labor Markets in Urbanization Process,” Developing Economies, vol.34, no.4., 1996.
- 「開発援助（プロジェクト援助）と経済学」，佐藤寛編『援助研究入門：援助現象への学際的アプローチ』，アジア経済研究所，1996年
- 「二重構造と失業」，アジア経済研究所（朽木昭文・山崎幸治・野上裕生）編『テキストブック開発経済学』，有斐閣，1998年
- 「貧困と慣習経済」, 絵所秀紀ほか編『開発と貧困』, アジア経済研究所, 1998年
- 「発展途上国の貧困と人権」，恒川惠市編『開発と政治』岩波書店，1998年
- 「フィリピンにおける家族・親族とコミュニティ」『NIRA政策研究』第11巻8号，1998年
- “Poverty, customary economy and migration in Metro Manila: an analysis of changes in social customs in a squatter area: 1985-1994,”CIRJE-F-44, Centre for International Research on the Japanese Economy, Faculty of Economics, University of Tokyo, 1999
- 「市場経済化における慣習経済」，中兼和津次・三輪芳朗編『市場の経済学』，有斐閣，1999年
- 『アジアの大都市：マニラ』（小玉徹，新津晃一と共編），日本評論社，2001年
- 「都市化と貧困」，中西徹・小玉徹・新津晃一『アジアの大都市：マニラ』，日本評論社，2001年
- 「フィリピンの二階層社会と民主主義：中間層の成長による変化の可能性」，佐藤幸人編『新興民主主義国の経済・社会政策』，アジア経済研究所，2001年
- 「経済発展における貧困」，石田浩・西口清勝編『東アジア経済の構造』，青木書店，2001年
- “Building Bridge: Poverty, Customs and Environmental Politics,”in Tatsuo Omachi and Emerlinda R. Ramon eds., Metro Manila: In Search of a Sustainable Future, University of the Philippine Press, 2002.
- “Migration and Environmental Issues in Economic Development,” in Tatsuo Omachi and Emerlinda R. Ramon eds., Metro Manila: In Search of a Sustainable Future, University of the Philippine Press, 2002.
- 「メトロマニラへのコンポスト型トイレによる有機物オンサイト処理の導入の可能性について」（牛島健・石川忠晴・上原英之・Corazon C. Davis・Sylvano D. MAHIWOと共著)，『環境システム研究論文集』第30巻，2002年
- “Hidden Community Development among the Urban Poor: Informal Settlers in Metro Manila,” Policy and Society, vol. 25 no.4., 2006.
- 「地域社会と人間の安全保障：マニラ貧困層におけるコミュニティの出現」，『アジ研ワールド・トレンド』 12(1)，日本貿易振興機構アジア経済研究所研究支援部，2006年
- 「フィリピンのパズル――有利な条件を有しながら、なぜ「発展」しないのか」，『外交フォーラム』№222，都市出版，2007年
- 「深化するコミュニティ」，高橋哲哉・山影進編『人間の安全保障』，東京大学出版会，2008年
- 「マニラ：都市貧困層の社会ネットワーク」， 藤巻正己他編『新・世界地理』，朝倉書店，2009年
- 「有機農業とコミュニティ資源：有機農業は持続的発展の実現と生物多様性の確保の鍵となり得るか」，『国際社会科学』第61巻，2012年
- 「有機農業と環境保全：フィリピンにおける局地的市場圏の連繋」，『国際社会科学』第63巻，2014年
- 「『弱者』の戦略：市場に抗する有機農業」，内田隆三編『現代社会と人間への問い』，せりか書房，2015年
- 「フィリピン経済：低成長から脱出の可能性」（マックス・マキトと共著），トラン・ヴァン・トゥ編『ＡＳＥＡＮ経済新時代と日本：各国経済と地域の新展開』，文真堂，2016年
- 「民衆経済：あるスラムの30年」，大野托司ほか編『フィリピンを知るための64章』，明石書店，2016年

など。

## 関連人物
- 石川滋
- 高橋彰
- 速水佑次郎